# Selma Lagerlöfs samling

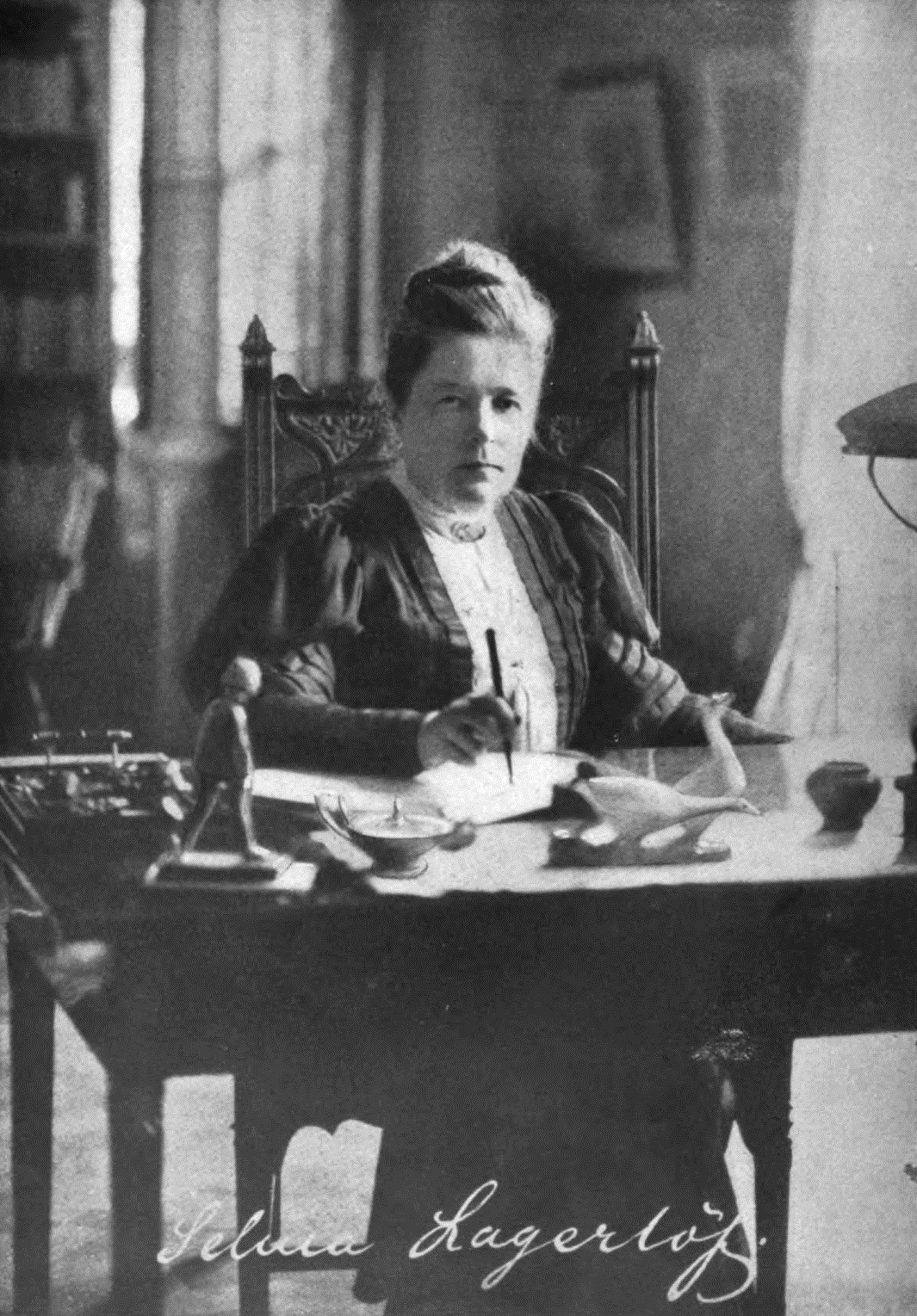
Selma Lagerlöf vid sitt skrivbord.

Selma Lagerlöfs samling finns i Kungliga biblioteket i Stockholm. Samlingen består av Selma Lagerlöfs brev, manuskript, anteckningsböcker, fotografier och pressklipp. Stoffet är till större delen på svenska, men bland de cirka 70 hyllmetrarna finns även material på andra språk. I samlingen finns runt 40 000 brev från 17 000 brevskrivare, till detta ytterligare en stor samling brev från barn.

## Historik
Brev och anteckningar gällande Nils Holgerssons underbara resa genom Sverige var det första materialet som kom till samlingen 1927–1928. Detta var en gåva från Selma Lagerlöfs väninna och sekreterare Valborg Olander. Mängden material växte, tack vare depositioner och inköp. Den största depositionen kom från Mårbackastiftelsen. Den innehöll manuskript och brev som Selma Lagerlöf själv bestämt inte fick öppnas förrän 50 år efter hennes död. Selma Lagerlöf hade nyttjat Kungliga biblioteket inför arbetet med Antikrists mirakler  och var mån om att hennes efterlämnade papper skulle förvaras där. 
En betydande insats för Selma Lagerlöfs samling gjordes av bibliotekarien Nils Afzelius, avlägsen släkting till Selma Lagerlöf, som redan under författarinnans livstid hjälpte henne med pressklippsamlingen. Efter Selma Lagerlöfs död, 1940, fick Nils Afzelius uppdraget att ordna med alla efterlämnade papper. Han fortsatte med detta arbete fram till sin pensionering 1970.

## Brev

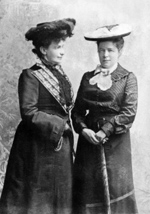
Lagerlöf med författaren Sophie Elkan, som skänkt brev som Lagerlöf skrivit till samlingen.

Breven i Selma Lagerlöfs samling är till större delen mottagna brev, men det finns också brev från Selma Lagerlöf. I samlingen är 2 000 brev ursprungligen Sophie Elkans brev med författarinnan. Selma Lagerlöf var välkänd hos allmänheten, läs- och skrivkunnigheten i Sverige var vid denna tid stor, vilket gjorde att människor ur alla samhällsklasser skrev till henne, både kvinnor och män.

### Beundrarbrev
Allmänhetens brev innehöll, förutom beundrande texter, många gratulationsbrev samt frågor angående författarinnans privatliv. Inom denna brevsamling finns också frågor beträffande brevskrivarens personliga problem till exempel i kärlek, utbildning, politik och moral. Många avsändare med författarambitioner skrev och bad om omdömen och råd gällande det de själva skrivit. När Selma Lagerlöf blev ledamot av Svenska Akademien, 1914, ökade antalet brev av detta slag.

### Hjälpsökande
De hjälpsökande som vände sig till Selma Lagerlöf var många. Man önskade ekonomiska bidrag till kläder, sjukvård, bostäder, böcker med mera. Denna typ av brev tilltog efter att Selma Lagerlöf fått Nobelpriset i litteratur 1909. Selma Lagerlöf var mycket generös mot sina medmänniskor, men betraktades ändå av vissa som snål. Själv tyckte hon att hon aldrig räckte till, och uttryckte till och med att "tiggarbreven" var framgångens baksida.

### Förlag
Selma Lagerlöfs litteratur är numera översatt till femton språk. Korrespondensen med förläggarna i olika länder finns bevarad från Selma Lagerlöfs levnad. Hon hade också brevkontakt med sina översättare.

### Barnbrev
Selma Lagerlöfs popularitet märks stort i samlingen av brev och teckningar från barn i Sverige och Tyskland, där Selma Lagerlöf var mycket uppskattad. Vid sin 80-årsdag fick hon en samling med 600 uppsatsbrev och teckningar från barn. Dessa hade samlats in av  Stina Palmgren. Ett urval av breven och teckningarna sammanställdes senare och utgavs 1958 med titeln Nils Holgersson flyger över världen.

## Manuskript
De tidiga manuskripten är renskrivna av Selma Lagerlöf själv, men senare övergick denna del av arbetet till Valborg Olander. 27 antecknings-böcker med utkast och förarbeten till berättelser från 1920- och 1930-talen finns sparade i arkivet. Bland manuskripten finns också de så kallade Landskronamanuskripten som härstammar från Selma Lagerlöfs tid i Landskrona, däribland brottstycken från Gösta Berlings saga.

## Annat material
Fotografier av olika slag alltifrån amatörfotografier till ateljéporträtt finns och med i Selma Lagerlöfs samling. Pressklippsamlingen är betydande och innehåller, förutom recensioner från svenska och utländska tidningar, även material skrivet i samband med författarinnans bemärkelsedagar.

## Övrig information
Selma Lagerlöfs samling är en av de största författarsamlingarna på Kungliga biblioteket, en del av materialet är digitaliserat och det arbetet fortgår alltjämt.
2008 firade Kungliga biblioteket Selma Lagerlöf 150 år, med en utställning kallad Selma Lagerlöf 1858–2008.
Förteckningen till Selma Lagerlöf-samlingen i Kungliga biblioteket finns i webbkatalogen Arken. 